# Letonia en los Juegos Europeos
Letonia en los Juegos Europeos está representada por el Comité Olímpico Letón, miembro de los Comités Olímpicos Europeos. Ha obtenido un total de 17 medallas: 6 de oro, 5 de plata y 5 de bronce.

## Medalleros

### Por edición
| Evento        | Oro | Plata | Bronce | Total |
| ------------- | --- | ----- | ------ | ----- |
| Bakú 2015     | 1   | 0     | 2      | 3     |
| Minsk 2019    | 2   | 3     | 2      | 7     |
| Cracovia 2023 | 3   | 2     | 2      | 7     |
| TOTAL         | 6   | 5     | 6      | 17    |

### Por deporte
| Evento         | Oro | Plata | Bronce | Total |
| -------------- | --- | ----- | ------ | ----- |
| Atletismo      | 2   | 0     | 1      | 3     |
| Baloncesto 3x3 | 1   | 1     | 0      | 2     |
| Escalada       | 0   | 1     | 0      | 1     |
| Karate         | 1   | 0     | 0      | 1     |
| Lucha          | 1   | 0     | 1      | 2     |
| Piragüismo     | 0   | 0     | 2      | 2     |
| Sambo          | 0   | 1     | 0      | 1     |
| Taekwondo      | 0   | 0     | 1      | 1     |
| Tiro           | 0   | 2     | 1      | 3     |
| Vóley playa    | 1   | 0     | 0      | 1     |
| TOTAL          | 6   | 5     | 6      | 17    |